# Гулабад (Вахдат)
Гулабад (тадж. Гулобод, бывший Байнал) — село в джамоате Бозорбой Бурунова Вахдатского района. 4 км от Гулабада до центра города; асфальтовая дорога. Население 2249 человек (2017 г.), таджики и узбеки. Село Гулабад основано в 1938 году.
В селе есть средняя школа, больница, медпункт, библиотека, дом культуры, 2 мечети, частная мельница, небольшой завод по переработке молочных продуктов, детский сад, малая ГЭС «Нурофар», водопроводная водохранилище и частные магазины.
Основные отрасли хозяйства: животноводство, садоводство и овощеводство. Земли орошаются канала Нарбаба. На территории Гулабада находится центр банковского обслуживания, 40 индивидуальных фермерских хозяйств.